# Classe Yevgenya
La Classe Yevgenya est une classe de chasseur de mines construite par l'URSS puis la Russie.